# Cetatea Suceava
FC Cetatea Suceava war ein rumänischer Fußballverein aus Suceava. Er gehörte insgesamt vier Spielzeiten der zweiten rumänischen Spielklasse, der Liga II, an und stand im Achtelfinale um den rumänischen Pokal.

## Geschichte
Cetatea Suceava (deutsch Festung) wurde im Jahr 2004 gegründet, um die Fußballtradition in Suceava fortzusetzen, nachdem Foresta Suceava nach Fălticeni zurückgekehrt und CSM Suceava einige Jahre zuvor aufgelöst worden war. Der Klub startete zunächst in der Divizia C, stieg aber bereits im Jahr 2005 in die Divizia B, die zweite rumänische Fußballliga, auf. Dort konnte Cetatea die Spielzeit 2005/06 auf dem fünften Platz der Staffel 3 abschließen. Gleichzeitig erreichte er nach einem Sieg gegen Erstligist Sportul Studențesc das Achtelfinale um den rumänischen Pokal, schied dort aber gegen den späteren Sieger Rapid Bukarest aus. Ein Jahr später musste der Verein wieder absteigen, schaffte aber den sofortigen Wiederaufstieg. Die Saison 2008/09 kämpfte das Team stets um den Klassenverbleib. Dieser wurde jedoch nur erreicht, weil dem direkten Konkurrenten FC Progresul Bukarest drei Punkte abgezogen worden waren. Nach der Hinrunde 2009/10 wurde der Klub vom rumänischen Fußballverband aufgrund von Steuerschulden aus dem Spielbetrieb ausgeschlossen. Damit musste Cetatea aus der Liga II absteigen.
Im Sommer 2010 meldete sich Cetatea für den Spielbetrieb in der Liga III, nachdem sich ein neuer Sponsor gefunden hatte. Der Klub zog sich jedoch vor dem ersten Spiel zurück und löste sich auf.

## Bekannte Spieler
- Mihai Roman

## Erfolge
- Aufstieg in die Liga II: 2005, 2008
- Achtelfinale um den rumänischen Pokal: 2006